# 山口良忠

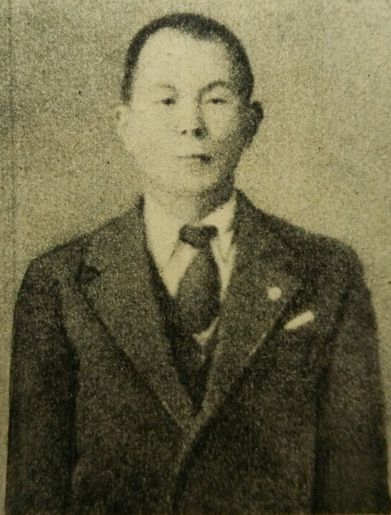
山口良忠

山口 良忠（やまぐち よしただ、1913年（大正2年）11月16日 - 1947年（昭和22年）10月11日）とは、日本の裁判官。佐賀県杵島郡白石町出身。太平洋戦争の終戦後の食糧難の時代に、闇市の闇米を拒否して食糧管理法に沿った配給食糧のみを口にし、栄養失調で亡くなったことで知られる。

## 来歴・人物
1913年（大正2年）、佐賀県杵島郡福治村（現在の白石町）に、小学校教師の長男として生まれる（→白石町ホームページ）。鹿島中学校（旧制）・佐賀高等学校（旧制）・京都帝国大学法学部を卒業。大学院に進み宮本英脩・佐伯千仭に師事、高等文官試験司法科試験に合格、判事となる。1942年（昭和17年）に東京民事地方裁判所に転任後、1946年（昭和21年）10月に東京区裁判所の経済事犯専任判事となる。この部署では、主に闇米等を所持していて食糧管理法違反で検挙、起訴された被告人の事案を担当していた。
食糧管理法違反で起訴された被告人を担当し始め、配給食糧以外に違法である闇米を食べなければ生きていけないのにそれを取り締まる自分が闇米を食べていてはいけないのではないかという思いにより、1946年（昭和21年）10月初め頃から闇米を拒否するようになる。
山口は配給のほとんどを2人の子供に与え、自分は妻と共にほとんど汁だけの粥などをすすって生活した。義理の父親神垣秀六・親戚・友人などがその状況を見かねて食糧を送ったり、食事に招待するなどしたものの、山口はそれらも拒否した。自ら畑を耕してイモを栽培したりと栄養状況を改善する努力もしていたが、次第に栄養失調に伴う疾病が身体に現れてきた。しかし、自分が職を離れたら「担当の被告人100人をいつまでも未決のままにしてはならない」と療養も拒否した。そして、1947年（昭和22年）8月27日に地裁の階段で倒れ、9月1日に最後の判決を書いたあと、半強制的に故郷の白石町で療養することとなる。東京の職場を離れた山口は、まるで肩の重荷が取れたように配給以外の食べ物もよく食べるようになったが、同年10月11日に栄養失調に伴う肺浸潤（初期の肺結核）のため33歳で死去した。
死後20日ほど経った11月4日に、山口の死が朝日新聞で報道され、話題を集めた。佐賀高校で一学年上だった入江徳郎は、当時朝日新聞大阪本社で名前を見て愕然とし、暗然たる思いになったという
なおその自らに厳しい態度から、食糧管理法違反で逮捕された人々に対しても過酷であったのではないかと考える者もいたが、むしろ同情的であり、情状酌量した判決を下すことが多かったといわれる。
この事件から、闇米を食べなければ生きていくことそれ自体が不可能であり、食糧管理法それ自体が守ることが不可能な法律であったという意見もあり、食糧管理法違反事件ではしばしば期待可能性・緊急避難の法理の適用が主張されたが、裁判所によってことごとく退けられていた。
食糧管理法を遵守して餓死した者として、山口の他には東京高校ドイツ語教授亀尾英四郎、青森地裁判事保科徳太郎の名が伝えられている。

## 背景
敗戦によって、満州・朝鮮・台湾の領土を喪失し、それにより穀物の供給源を失い、また外地からの引揚者によって、本土の人口が激増、日本の食糧事情は極めて劣悪なものとなっていた。
それでも、例えば「食えないための一家心中」といったような記事は、社会不安を煽り、占領政策がうまく行っていないことを印象づけるおそれのあるものとしてGHQの検閲基準により報道できないものとされていたこともあって、餓死について報道がなされることはほとんどなかった。
ところが、1945年（昭和20年）10月、幣原内閣の大蔵大臣であった渋沢敬三は、米国UP通信記者に対して、1946年（昭和21年）度内に餓死・病死により一千万人の日本人が死ぬ見込みであると語り、国際的ニュースとなった。これに対し、同年12月21日、GHQ衛生局長クロフォード・サムスは、「日本がいまや飢餓線上にあるとか、病院は飢餓患者で満員だとか、上野駅だけでも毎晩数十人の餓死者を出しているというのは、巧妙な流言戦術である。それはアメリカ合衆国から食糧をもっと送らせようとして、故意に事実をねじ曲げていることなのだ」と批判した。
結局日本国政府は、成人一人1日当りの栄養摂取量を1050キロカロリーという、生命維持に必要な最低ぎりぎりの限界（現在の平均摂取量の半分以下）まで絞って食糧援助を要請、このままでは追加のアメリカ軍派遣が必要になると踏んだアメリカ合衆国連邦政府の判断により、ララ物資の輸入が許可された。
また、農家における食料供給の意欲の減退も、食糧危機の要因であったことから、農林大臣副島千八の決断により、全農家に対して強権的に米を供出させる『緊急勅令第八六号』を発動するなどしている。
一方で、上記のようなGHQ側からの批判に応えるため、1946年（昭和21年）7月15日には勅令第311号「聯合国占領軍の占領目的に有害な行為に対する処罰等に関する勅令」を公布・施行。食糧統制に違反する行為は、単なる経済犯ではなく、占領軍に対する敵対行為の中に含まれるという公権的な解釈が確立、ほとんど必罰主義による解釈適用がなされるようになる。
それに加えて、当時は裁判官の地位が信じられないほど低く、ヤミ物資を買うにも十分な給与があるとは言い難い状態であった。（例えば、山口のような若手判事の給料は、月給30円程度であったという。1950年頃、玉子は1パック100円であった。）
そのため、複数の裁判官が栄養失調に苦しんでいたといわれており、実際に、過労や結核に栄養不足が加わって死ぬ者も少なくなかった。
さらに、裁判官の給料だけでは、到底、家族全員が食べていける状態ではなかったため、弁護士に転職する者が非常に多くなっていったことが、個々の裁判官の負担をますます重いものとしていた。

## 「病床日記」とされた文章について
山口の死を伝えた朝日新聞の第一報（西部本社版）は、社会面トップに「食糧統制に死の抗議 われ判事の職にあり ヤミ買い出來ず 日記に殘す悲壯な決意」との四段ぬきの大見出しで報道され、死の床につづられた日記の一節であるとして以下の文章が掲載された。
翌5日の東京版では文面が異なっている。
この病床日記は、スクープした分部照成によれば、山口の父から受け取ったものであるという。しかし、山口の妻子はこの日記の存在を承知しておらず、他の判検事を悪し様に批判し、自己の価値観を押し付けるかのごとき過激な文面が生前の言動と矛盾するとして、真贋に疑問を呈している。これに対して、分部は、我が身を鼓舞するためにあえてそのように書いたのではないかとしている。
なお、妻矩子の回想によれば、山口は生前以下のように語ったという。

## 反響
山口の死は、日本中に衝撃をもって迎えられ、大きな論争を巻き起こした。

### 批判的なもの
- 当時の首相、片山哲夫人の片山菊江は、夫妻の工夫が足りないと批判[32][33]。
- たかがヤミ取締のような法に殉じるのは、ソクラテスも苦笑ものだとするもの[34][35]。
- 馬鹿正直で、少し変質者であるとするもの[36]。
- 決して褒められるべきものではないとするもの[7]。
- 前記の病床日記に付き、佐々木惣一は普通でない、とし、長谷川如是閑は、少し病的だとしている[37]。

### 同情的なもの
- 判検事の生活苦を重大な社会問題であるとするもの[38]。
- フェアプレーであるとして称賛しつつ、官庁を批判するもの[39]。
- ヤミ取り締まりに当たる他の官吏の葛藤を紹介するもの[40]。
- 山口の死をソクラテスの死になぞらえて世人を戒める声を紹介しつつ、食糧事情の改善に向けて政府の努力を強く要請するもの[41]。
- 他の判事の苦闘を紹介するもの[42]。
- 上述の片山発言に抗議するもの[43]。
- 「出よ第二の山口判事」として、称賛するもの[44]。
- 『暮しの手帖』編集代表であった大橋鎮子は、山口の餓死に衝撃を受けたために、自分の家で取れた卵を40～50個集めた上で持参して、最高裁判所の当時最高裁長官だった三淵忠彦に手渡した。その卵は病気で休んでいた裁判官たちに配られて、裁判官たちの命を救ったという[45]。
- 匿名の中年婦人、香典の一部にとして一千円を寄託して去る。美談として報道される[46]。なお、当時の生活基本賃金は千八百円である[47]。
- 高橋和巳は、三島由紀夫の割腹自殺の直後、野間宏・秋山駿との座談会（ 「文学者の生きかたと死にかた」群像、1971.2）で「庶民次元の法に対する感覚的崩壊を食いとめた」と語った。
- 団藤重光は、自著『法学入門』（筑摩書房、1973）を矩子を通じて、霊前に献呈している[48]。
- 1947年11月6日、米国のワシントン・ポストとニューヨーク・タイムズは山口良忠の死を紹介する記事を載せ、彼を“a man of high principles”（高潔な男）と最大級の敬意をこめて評した[49]。
- マッカーサー元帥は、「裁判官として当然の義務をはたしたが、残念なことだ」としながらも、裁判官の独立を守る兼ね合いもあって、裁判官の給与改善を指示したとされる[50]。
- 1952年（昭和27年）10月28日から11月1日まで開かれた、未亡人の山口矩子の個展につき、出展20点中8点を最高裁判所が買い上げる[51]。

## 社会的影響
裁判官・検事の給与の引き上げの要因となる。
また、食糧管理法自体が不可能を強いるものであってそもそも違憲であるとの主張が現れ、上告理由として、山口の死が指摘されるようになる。しかし、最高裁に受け入れられることはなかった。
一方で、翌1948年（昭和23年）に、「一人の生命は、全地球よりも重い」とした最高裁判所大法廷判決の文面に影響したとも推測されている。

## 老女のエピソード
山口がヤミ米を拒否し、いわゆる「死の行進」を始めたきっかけとなったエピソードとして、72歳の老婆を食糧管理法違反で禁固刑にしたことから疑問を抱いた、とのエピソードが伝えられている。しかし、食糧管理法と物価統制令には、禁固刑の規定は無く、仮に懲役刑の誤りであったとしても、当時の実情からみて、僅かなヤミ米を買ったに過ぎない70歳以上の老婆を起訴する事自体、検察実務の感覚から逸脱しており（起訴便宜主義の項目参照）、まして実刑判決は異例であるが、裁判上の記録や書記官の記憶にも残っていないことから、信憑性に疑問が呈されている。

## 文献
- 山形道文『われ判事の職にあり』（文藝春秋）[58]
- 宮村多樫『殉法判事山口良忠遺文 - 33年の生涯と餓死への行進』（蜜書房）
- 山口良臣『父を売る子』（作品社） - 長男による自伝的小説。